# Barco de Hjortspring

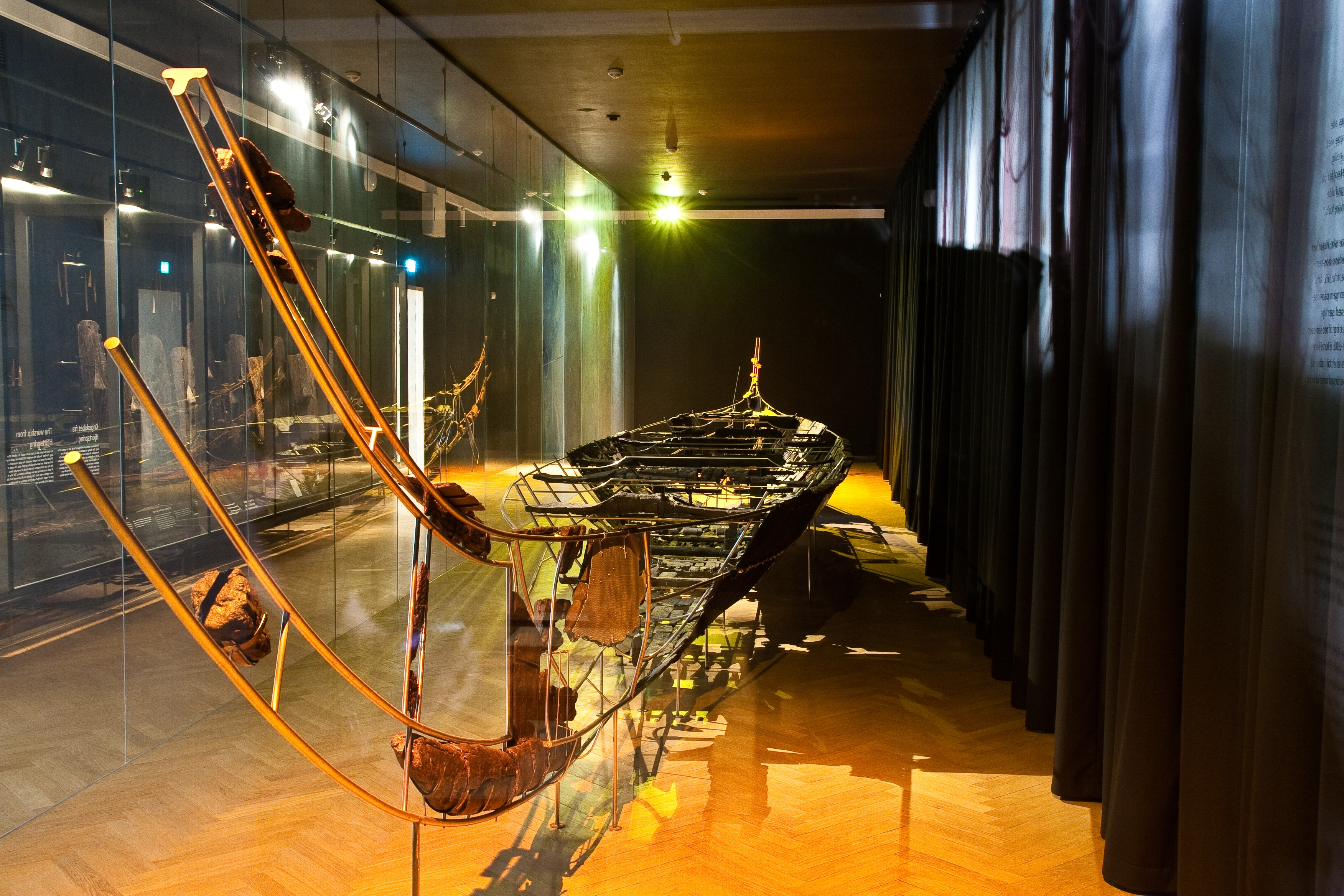
Los restos reconstruidos del barco Hjortspring en el Museo Nacional de Dinamarca en Copenhague

El barco de Hjortspring (en danés: Hjortspringbåden) es una embarcación prerromana de la Edad del Hierro que fue construida alrededor del 400-300 a. C. en Escandinavia. Fue redescubierta y excavada en 1921-1922 en la isla de Als en Dinamarca. Es el hallazgo más antiguo de un barco de tablones de madera en Escandinavia y se parece mucho a las imágenes de petroglifos de barcos de la Edad del Bronce nórdica que se encuentran en toda la región.
El barco está construido con el método de casco trincado y tiene una eslora total de 19 metros, una eslora interior de 13,6 metros y una manga de 2 metros. Tiene diez bancadas que podrían haber servido como asientos y que albergan espacio para dos personas cada uno, lo que sugiere que podría haber tenido una tripulación de al menos 20 personas que impulsaban el barco con remos. Se estima que el barco pesaba 530 kilogramos, lo que lo hacía fácilmente transportable por su tripulación.

## Hallazgos asociados

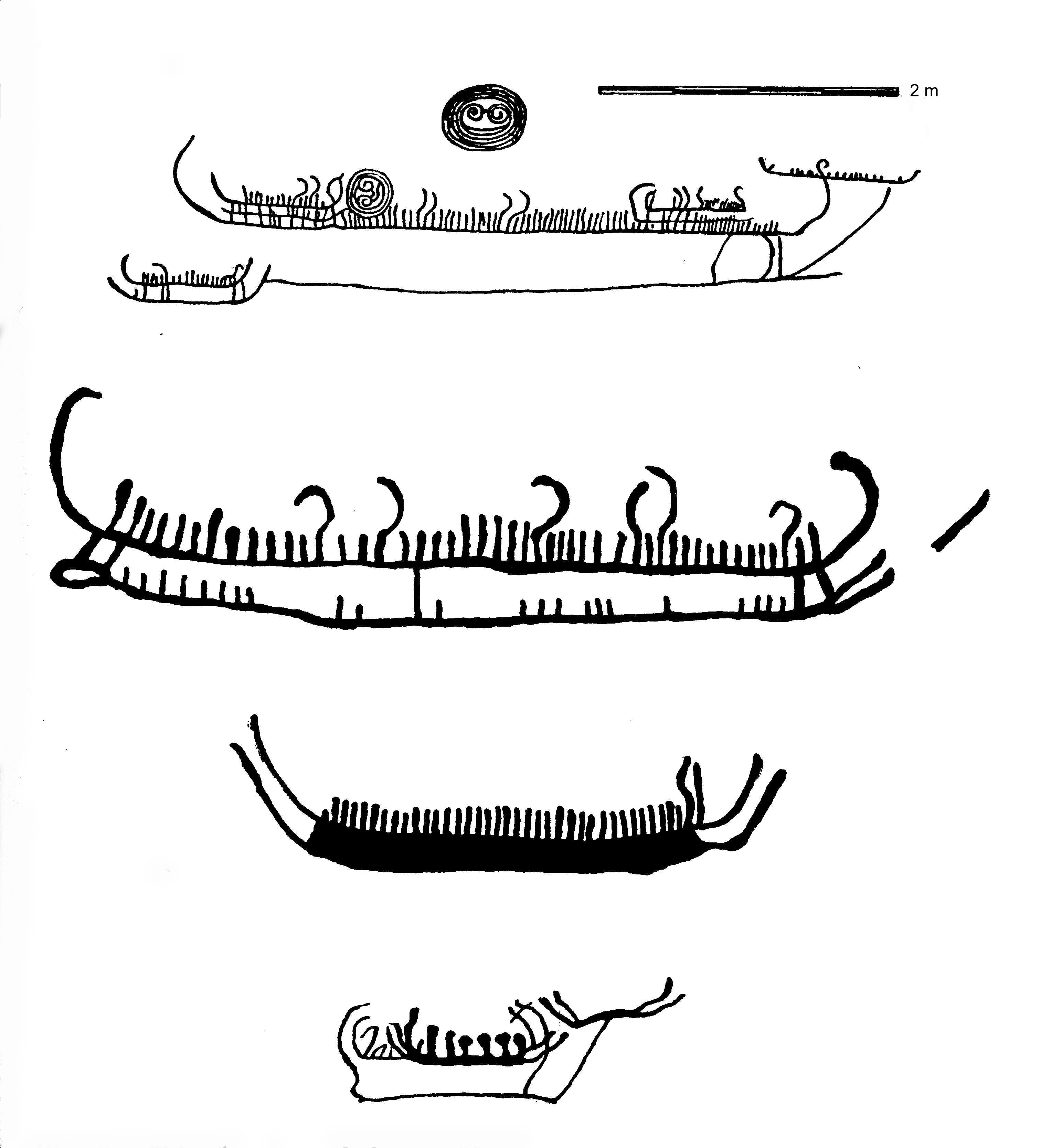
Petroglifos de barcos de la Edad del Bronce nórdica en Escandinavia

Cuando el barco fue desenterrado, se encontró que contenía una gran cantidad de armas y armaduras, incluyendo 131 escudos celtas, 33 escudos bien elaborados, 138 puntas de lanza de hierro, 31 puntas de lanza de hueso o asta, 11 espadas de hierro de un solo filo y los restos de varias cotas de malla. Dos de las espadas habían sido dobladas deliberadamente, lo que se cree que era una práctica asociada con los rituales de la Edad del Hierro. La punta de lanza más larga medía 43,5 centímetros de largo. El hallazgo también incluía cuencos, cajas, herramientas de herrero y otros artículos cotidianos.
El hundimiento del barco en la ciénaga se ha interpretado como una ofrenda votiva deliberada. Esto se ve reforzado por la presencia de un caballo desmembrado colocado debajo del barco en el momento de su entierro, junto con un cordero, un ternero y dos perros. Se han descubierto numerosas tumbas en Dinamarca de este período que contienen objetos funerarios similares y animales sacrificados, como caballos, perros, corderos, vacas y seres humanos.

## Construcción

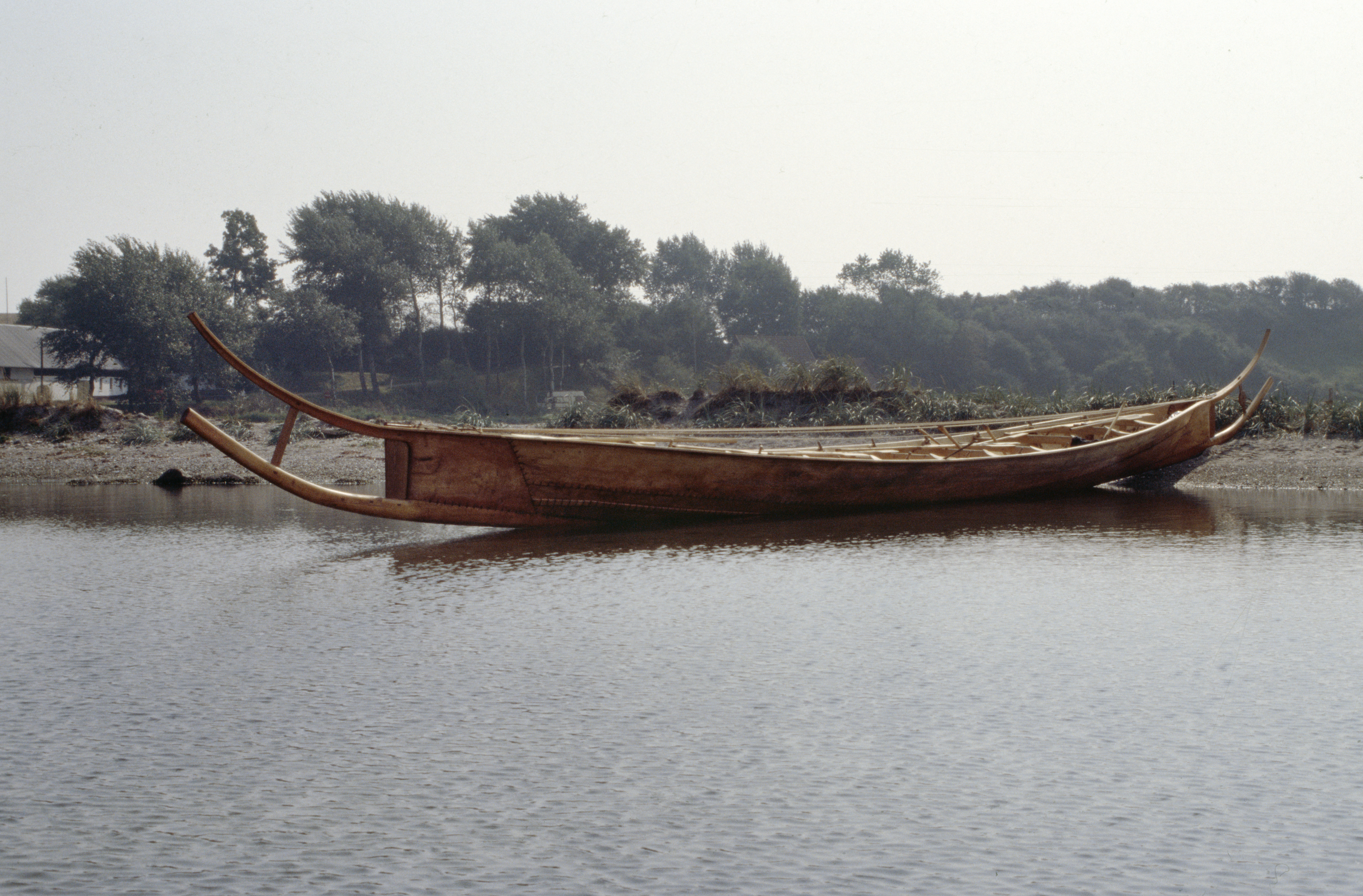
Reconstrucción del barco de Hjortspring.

El barco de Hjortspring fue construido con tablones de madera de tilo cosidos con cuerdas de corteza de tilo, raíz de abeto o cuero sin curtir. Se usó brea para calafatear y sellar las costuras, lo que hizo que el barco fuera impermeable. Un largo tronco de piragua formaba la tabla inferior, que también actuaba como quilla, con dos tablas adicionales, o tracas, unidas a ambos lados para formar el casco. Esto permitía que el barco grande se asentara en el agua y pudiera atravesar aguas poco profundas, incluso con una tripulación completa y una carga pesada.
Se utilizaron vigas huecas para crear los distintos postes de proa y popa. Estas piezas de proa, junto con la tabla inferior, se extendían hacia adelante y hacia atrás desde el casco para formar los icónicos "picos" de este tipo de construcción de barcos. Los puntales verticales de roble, asegurados con clavijas de madera y brea, sujetaban los "picos" superior e inferior y sostenían ambos extremos del barco. Finas ramas de avellano formaban las nervaduras que estaban amarradas a listones en los tablones. Estos listones se hicieron tallando el resto de las tablas de los tablones, lo que creaba un fuerte punto de unión sin necesidad de sujetar cada nervadura por separado mediante amarres o clavijas a las tablas largas del casco. Los tablones del casco y las costillas de avellano estaban sostenidos por bancadas y nervaduras de apoyo más gruesas de fresno.
El alto nivel de artesanía presente en el hallazgo arqueológico indica que los métodos de construcción de barcos utilizados para construir el barco de Hjortpsring son significativamente más antiguos que la propia embarcación.
|                           |
| Modelo a escala del barco |

|                                                |
| Croquis con la escala y los ángulos correctos. |

|                               |
| Grabados rupestres de barcos. |

## Embarcaciones posteriores
El barco de Hjortspring fue construido según un estilo y método que se utilizó al menos hasta el siglo III d. C. En hallazgos posteriores, se encuentran cada vez más remaches de metal y la construcción de la popa se simplificó a una sola forma curva que se extendía y se estrechaba hacia afuera desde el casco. Las proas se fabricaban de una sola pieza de madera o de piezas múltiples unidas entre sí. Gran parte de los métodos esenciales de construcción de barcos que se encuentran en el barco de Hjortspring sobrevivieron hasta la era vikinga, como se puede ver en los hallazgos de barcos de Halsnøy (200 d. C.), Nydam (300-400 d. C.), Sutton Hoo (600-700 d. C.) y Kvalsund (690 d. C.).